# Réserve nationale de faune de Stalwart
La réserve nationale de faune de Stalwart (anglais : Stalwart National Wildlife Area) est une réserve nationale de faune du Canada située à Big Arm No 251 (en) en Saskatchewan. Cette aire protégée de 12,5 km2 a pour objectif de protéger des terres humides pour la sauvagine, qui sont menacées par la sécheresse et le drainage. Elle a été créée en 1969 et est administrée par le Service canadien de la faune.